# Анализирай това
„Анализирай това“ (на английски: Analyze This) е американска комедия от 1999 година на режисьора Харолд Реймис. Във филма участват Робърт де Ниро, Били Кристъл и Лиса Кудроу.
Филмът е пуснат на 5 март 1999 г. от Warner Bros. Pictures и Roadshow Entertainment и печели 176,9 милиона щатски долара в световен мащаб. След успеха му, е последван от продължението „Анализирай онова“ през 2002 г.

## Актьорски състав
| Изпълнител     | Роля              |
| -------------- | ----------------- |
| Робърт де Ниро | Пол Вити          |
| Били Кристъл   | Бен Собел         |
| Лиса Кудроу    | Лора Макнамара    |
| Чаз Палминтери | Примо Сидоне      |
| Джоузеф Ригано | Манета            |
| Джо Витерели   | Желето            |
| Моли Шанън     | Каролин           |
| Макс Касела    | Ники Шивърс       |
| Кайл Сабихи    | Майкъл Собел      |
| Ребека Шул     | Дороти Собел      |
| Пат Купър      | Салваторе Масиело |
| Лео Роси       | Карло Мангано     |
| Асиф Мандви    | Доктор Шулман     |
| Тони Дароу     | Муни              |
| Ира Уилър      | Скот Макнамара    |
| Елизабет Брако | Мари Вити         |
| Бил Мейси      | Доктор Исак Собел |

## Продукция

### Развитие
„Анализирай това“ е копродукция на американската компания Warner Bros. и австралийската компания Roadshow Entertainment.